# 城巴8號線
城巴8號線是香港城巴營運的一條香港島特快巴士路線，來往杏花邨及會展站，主要客源為柴灣工業區、康翠臺、柴灣斜來往天后、銅鑼灣及灣仔。

## 簡介及歷史

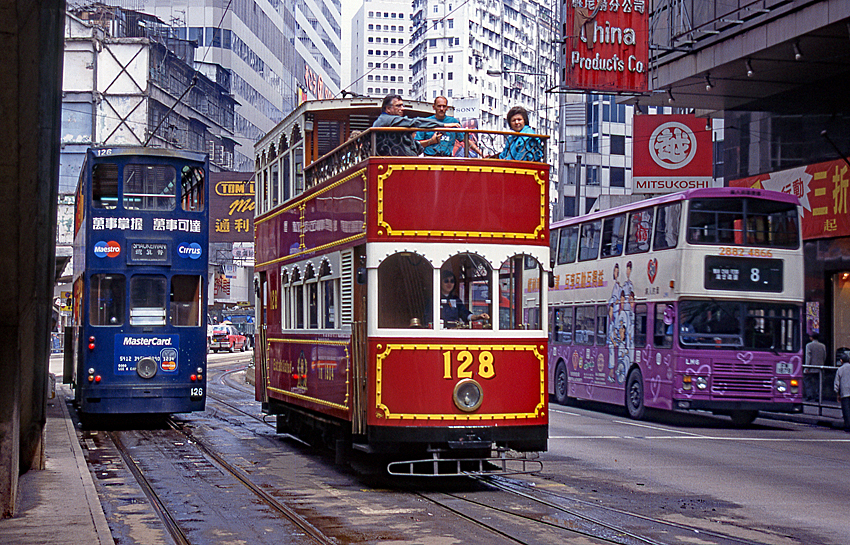
1996年行駛在軒尼詩道的中巴8號線（右）

本線是柴灣區的開荒路線，於1949年11月12日投入服務，是中巴自二戰及日軍投降後，首條全新開辦的港島路線（1941年12月日本佔領香港前，中巴路線最大的編號為7，當年只有1、2、3、3A、4、5、5A、6、6A、7及7A這11條巴士線。日軍投降後，該11條路線於1945年9月至1948年期間恢復服務，但當時仍未有任何全新路線開辦）。初時只往返筲箕灣及灣仔碼頭，以配合油麻地小輪開辦灣仔至佐敦道的航線。當時8號線的行車路線跟2號線相似，因此8號線的基本作用只是輔助2號線。
50年代，柴灣區開始發展，中巴先在1954年開辦了一條無編號路線，往返筲箕灣及柴灣，讓柴灣居民到筲箕灣接駁其他路線。但隨著更多居民遷入，設置一條直達市區的路線是必須的，很快中巴把8號線跟無編號路線合併，讓柴灣居民可享有直達市區的交通服務。當時柴灣總站設在今日柴灣道和大潭道交界，大潭道以東的柴灣道十分狹窄，不適宜車輛行走，該路也隨著柴灣區的發展而逐步擴闊，1959年12月24日，中巴先行開辦8A線，以九人小巴營運，往返大潭道的柴灣總站和柴灣徙置區。直至柴灣道擴闊工程完成，1961年2月8日把8號線延長至柴灣徙置區。
此後，柴灣區繼續發展，除了公共房屋外，也設置了工業區，通勤柴灣區的人流不斷上升，中巴除了不斷增加8號線的班次外，又提供短途路線8A（往北角）及8B（往筲箕灣，1975年延長至西灣河），更增購了40部長度達35呎7吋的佳牌阿拉伯五型大型單層巴士（俗稱「長龍」）提供服務。這款巴士載客量達90人，又具有優越的爬山能力，能同時運載大量乘客及應付柴灣道的大斜路，是柴灣區路線於六七十年代時的主力車款。
70年代，隨著柴灣區的道路網開始發展，8號線的柴灣總站遷往新廈街，同時繞經康民街。輔助線8A和8B也改稱82及83，中巴於同時期增設80、81、82A、83A及84等線，分別前往中環、銅鑼灣、鰂魚涌及筲箕灣。雖然這些路線互相重疊，但因通勤柴灣區的人流十分多，故各線都有一定客量。這時「長龍」巴士也陸續退下火線，由載客量更高的雙層巴士取代。
1985年，隨著地鐵（今港鐵）港島綫通車，各條柴灣巴士線的客量開始下降，中巴開始削減班次及停辦部份路線。但因8號線沿線途經的地方皆是人口密集的地區，流水客量高，故客量不致下跌太多。90年代，小西灣發展，8號線延長至該處為終站。因小西灣沒有地鐵，居民出入都要依靠巴士，加上8號線能直達港島心臟地帶，客量進一步上升，1995年2月27日更加入空調巴士行走。
城巴在90年代進軍港島後，不斷以積極進取的策略攻佔中巴市場，柴灣區也不例外。城巴於1996年4月22日開辦一條全新路線8X，取道東區走廊由柴灣開出經銅鑼灣和灣仔，前往金鐘站。由於8X能快捷地來往柴灣至灣仔，加上用車較中巴的新，故開辦後搶走了中巴大量乘客，8號線的客量再度下跌，中巴為了搶回失去的客源，便把往返中環的80線改經東區走廊往北角，但收效不大，更令8號線的客量進一步減退。不過，由於8號線沿線途經的地方皆是人口密集的地區，流水客量高，故仍可以大量流水客去維持8號線的地位。
1998年9月1日起，中巴專營權結束，8號線由新巴取代中巴經營。新巴接辦當日開辦了一條8P線，途經地鐵柴灣站至天后的一段東區走廊往返銅鑼灣及灣仔，深受小西灣及柴灣東的居民歡迎。新巴還在同年10月19日提升8P至每天全日服務。8號線的客量便進一步減退。這時8號線的乘客主要都是流水客，甚少乘客會坐足全程，但流水客客量依然龐大，故此依然有一定客量，這也引證了8號線沒有定位客源。新巴曾先後改派單層巴士Dart及短身雙層巴士行駛，又削減班次，8號線再次成為一條輔助路線。
踏入21世紀，城巴和新巴新增了不少東區走廊特快線，如2X、8P等，而且客量十分高，顯示長途流水線沒有太大地位。由於柴灣道大斜路並沒有像8P線般的東區走廊特快線，居民不斷爭取有特快線來往灣仔及銅鑼灣，新巴便將沒有固定客源的8號線進行大手術，於2006年2月11日起改由杏花邨開出，經漁灣邨、康翠臺、柴灣道大斜路及筲箕灣至天后的一段東區走廊，為該區居民提供像8P線般的東區走廊特快線。現時8號線的客量十分固定，雖然沒有2X及8P線般多，但也比以往好。是次改動，令本線成為自2005年1月9日新巴84線停止服務後，再次有新巴全日路線服務杏花邨，亦成為首條杏花邨對外的特快點對點全日巴士路線。初時祇於往杏花邨方向繞經漁灣邨及樂軒臺，後在柴灣西部居民要求下，2006年3月19日起往灣仔方向亦改經漁灣邨及樂軒臺。
2015年5月17日：本線港島區總站遷往灣仔北公共運輸交匯處，以配合灣仔碼頭公共運輸交匯處因港鐵沙中綫工程而封閉
2018年4月30日：增設實時抵站時間查詢服務。
2022年5月14日：本線灣仔區總站遷回會展站公共運輸交匯處，往灣仔方向取消菲林明道「香港會議展覽中心」站，往杏花邨方向則不停會議道「灣仔碼頭」站。
- 2023年7月1日：因應城巴新巴專營權合併，本線改由城巴經營。

## 服務時間及班次
| 杏花邨開         | 杏花邨開    | 杏花邨開     | 會展站開         | 會展站開            | 會展站開            |
| 日期             | 服務時間    | 班次（分鐘） | 日期             | 服務時間            | 班次（分鐘）        |
| ---------------- | ----------- | ------------ | ---------------- | ------------------- | ------------------- |
| 星期一至五       | 05:30-06:30 | 15           | 星期一至五       | 06:15、06:32、06:50 | 06:15、06:32、06:50 |
| 星期一至五       | 06:30-07:50 | 20           | 星期一至五       | 07:10-08:50         | 25                  |
| 星期一至五       | 08:05       | 08:05        | 星期一至五       | 09:10、09:25、09:45 | 09:10、09:25、09:45 |
| 星期一至五       | 08:25-18:05 | 20           | 星期一至五       | 10:00-16:00         | 20                  |
| 星期一至五       | 18:05-18:50 | 15           | 星期一至五       | 16:00-19:15         | 15                  |
| 星期一至五       | 18:50-23:10 | 20           | 星期一至五       | 19:35               | 19:35               |
| 星期一至五       | 23:10-00:00 | 25           | 星期一至五       | 19:55-20:55         | 15                  |
|                  |             |              | 星期一至五       | 20:55-21:55         | 12                  |
| 21:55-22:45      | 16/17       |              | 星期一至五       |                     |                     |
| 22:45-23:05      | 20          |              | 星期一至五       |                     |                     |
| 23:05-00:45      | 25          |              | 星期一至五       |                     |                     |
| 星期六           | 05:30-06:00 | 15           | 星期六           | 06:15-14:55         | 20                  |
| 星期六           | 06:00-09:00 | 20           | 星期六           | 14:55-17:07         | 12                  |
| 星期六           | 09:00-10:00 | 15           | 星期六           | 17:07-20:07         | 15                  |
| 星期六           | 10:00-11:00 | 20           | 星期六           | 20:07-22:31         | 12                  |
| 星期六           | 11:00-12:00 | 15           | 星期六           | 22:31-22:45         | 14                  |
| 星期六           | 12:00-13:00 | 20           | 星期六           | 22:45-23:45         | 15                  |
| 星期六           | 13:00-14:00 | 15           | 星期六           | 23:45-00:45         | 20                  |
| 星期六           | 14:00-00:00 | 20           |                  |                     |                     |
| 星期日及公眾假期 | 05:30-06:00 | 15           | 星期日及公眾假期 | 06:15-06:45         | 15                  |
| 星期日及公眾假期 | 06:00-20:40 | 20           | 星期日及公眾假期 | 06:45-16:05         | 20                  |
| 星期日及公眾假期 | 20:40-00:00 | 25           | 星期日及公眾假期 | 16:05-20:50         | 15                  |
|                  |             |              | 星期日及公眾假期 | 20:50-21:50         | 12                  |
| 21:50-23:05      | 15          |              | 星期日及公眾假期 |                     |                     |
| 23:05-00:45      | 20          |              | 星期日及公眾假期 |                     |                     |

## 收費
全程：$7.6
- 過東區走廊後往會展站：$5.2
- 興發街往杏花邨：$5.5
- 過東區走廊後往杏花邨：$4.5

| - 本線設有12歲以下小童及65歲或以上長者半價優惠。 - 65歲或以上香港居民使用「樂悠咭」，以及12歲以下合資格殘疾兒童使用「殘疾人士身份」個人八達通繳付車資，均可享有每程$2.0或半價（以較低者為準）的票價優惠；12至64歲合資格殘疾人士使用「殘疾人士身份」個人八達通（包括「樂悠咭」），以及60至64歲香港居民使用「樂悠咭」繳付車資，均可享有每程$2.0或全費（以較低者為準）的票價優惠。 - 65歲或以上長者如使用長者或一般個人八達通繳付車資，則只可享有半價優惠；12至64歲合資格殘疾人士如不使用「殘疾人士身份」個人八達通，以及60至64歲人士如不使用「樂悠咭」繳付車資，必須繳付全費。 - 乘客可以現金或八達通於上車時付款，不設找續。 - 每位成人乘客可免費攜帶最多兩名4歲以下而不佔座位的兒童乘客乘車，超額之4歲以下小童必須繳付小童車費乘車。 - 九龍巴士、城巴及龍運巴士全職員工及家屬（不包括外判職員）可免費乘搭本路線，惟必須拍職員或職員家屬八達通。 - 乘客亦可使用AlipayHK「易乘碼」、支付寶、WeChatHK／微信支付「搭車碼」、銀聯雲閃付「乘車碼」及BOC Pay「乘車碼」、具有感應式支付功能的VISA、Mastercard及銀聯卡，以及Apple Pay、Google Pay及Samsung Pay流動支付平台繳付車資。使用此支付方式的乘客可享有中途下車之分段收費，以及與其他城巴獨營路線或聯營線城巴班次之轉乘優惠，惟不適用於與非城巴路線之轉乘優惠。乘客亦不能享有「公共交通費用補貼計劃」及「長者及合資格殘疾人士公共交通票價優惠計劃」。 |

### 八達通轉乘優惠
乘客登上本線後指定時間內以同一張八達通卡轉乘以下路線，或從以下路線登車後指定時間內以同一張八達通卡轉乘本線，次程可獲車資折扣優惠：
8←→南區路線，次程可獲$1折扣優惠，轉乘時限為90分鐘
- 8往會展站 → 38、42(C)或77往南區
- 38、42(C)往北角碼頭或77往筲箕灣 → 8往杏花邨

8←→A12
- 8往會展站 → A12往機場，回贈首程車資，轉乘時限為90分鐘
- A12往小西灣 → 8往杏花邨，次程車資全免，轉乘時限為120分鐘

## 使用車輛
本線用車主要為Enviro400 Euro V（38XX）及Enviro 500／MMC（40XX、5500-5719、61XX），猛獅A95（6090）亦間中行走此路線，而且用車大多亦不太講究長度，因此各種長度的同款巴士亦有可能出現在本線。Neoplan Centroliner（6001-6030）也在2008-2009年期间每逢星期天有出现，但因政府於2016年實施低排放區政策後，由於其排放標準未能達標，故已淡出此路線。
為進一步改善空氣質素，新創建於2013年獲政府資助購買3輛配置歐盟6型引擎混合電能及柴油版的Enviro 500 MMC 12米雙層低地台空調巴士，其中新巴獲編配1輛，編號為5600／TA3523，已於2014年9月運抵香港，並於2014年11月22日起首航本路線並成為固定用車，是全香港第三條，亦是新巴唯一一條採用歐盟六型引擎混合電能及柴油雙層空調巴士行走的路線，該車更是新巴首輛投入服務的Enviro 500 MMC 12米巴士（因新巴2014年訂購的Enviro 500 MMC 12米普通版巴士尚未抵港）。隨後新巴更安排（5583／TC9833）固定行走此路線，以便與混合電能及柴油版Enviro500 MMC 12米（5600）測試及比較兩者性能，向政府提交試驗報告。

## 途經街道

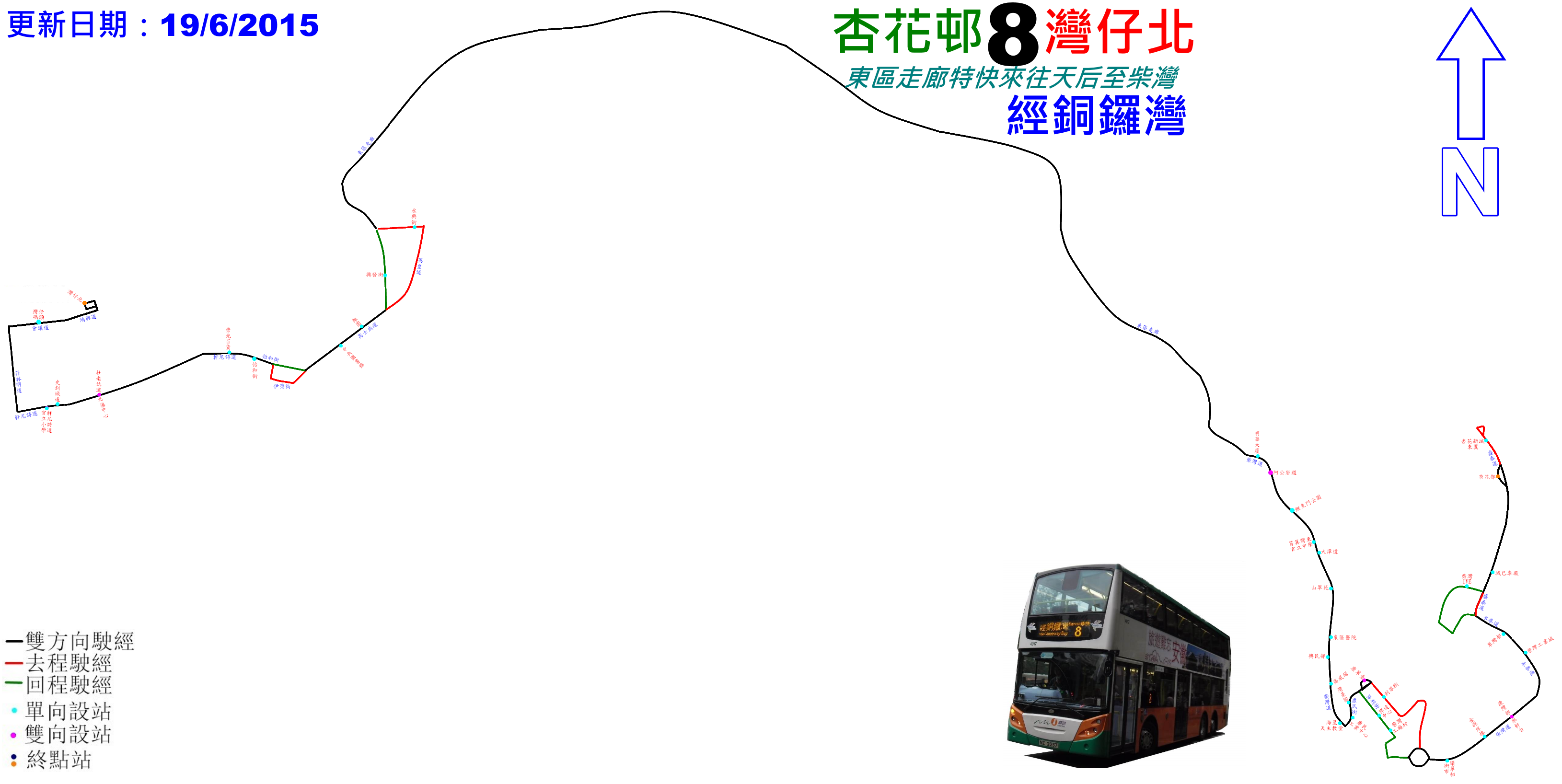
此線的走線圖

杏花邨開經：盛泰道、迴旋處、盛泰道、永泰道、柴灣道、東區走廊支路、寧富街、利眾街、康民街、康翠臺巴士總站、康民街、柴灣道、東區走廊、興發街、永興街、英皇道、高士威道、伊榮街、邊寧頓街、怡和街、軒尼詩道及菲林明道。
會展站開經：鴻興道、菲林明道、軒尼詩道、怡和街、高士威道、興發街、東區走廊、柴灣道、康民街、康翠臺巴士總站、康民街、祥利街、吉勝街、柴灣道、永泰道、翠灣街、順泰道及盛泰道。

### 沿線車站
| 杏花邨開 | 杏花邨開         | 杏花邨開             | 會展站開 | 會展站開                 | 會展站開             |
| 序號     | 車站名稱         | 位置                 | 序號     | 車站名稱                 | 位置                 |
| -------- | ---------------- | -------------------- | -------- | ------------------------ | -------------------- |
| 1        | 杏花邨           | 杏花邨公共運輸交匯處 | 1        | 會展站                   | 會展站公共運輸交匯處 |
| 2        | 杏花新城（東翼） | 盛泰道               | 2        | 史釗域道                 | 軒尼詩道             |
| 3        | 城巴柴灣車廠     | 盛泰道               | 3        | 杜老誌道                 | 軒尼詩道             |
| 4        | 柴灣工業城       | 永泰道               | 4        | 崇光百貨                 | 軒尼詩道             |
| 5        | 樂軒臺           | 柴灣道               | 5        | 維多利亞公園             | 高士威道             |
| 6        | 環翠商場         | 柴灣道               | 6        | 興發街                   | 興發街               |
| 7        | 利眾街           | 利眾街               | 7        | 明華大廈                 | 柴灣道               |
| 8        | 康翠臺           | 康翠臺巴士總站       | 8        | 阿公岩道                 | 柴灣道               |
| 9        | 康民工業中心     | 康民街               | 9        | 鯉魚門公園               | 柴灣道               |
| 10       | 天主教海星堂     | 柴灣道               | 10       | 大潭道                   | 柴灣道               |
| 11       | 興民邨           | 柴灣道               | 11       | 東區醫院                 | 柴灣道               |
| 12       | 山翠苑           | 柴灣道               | 12       | 高威閣                   | 柴灣道               |
| 13       | 筲箕灣官立中學   | 柴灣道               | 13       | 灣景園                   | 康民街               |
| 14       | 阿公岩道         | 柴灣道               | 14       | 康翠臺                   | 康翠臺巴士總站       |
| 15       | 永興街           | 永興街               | 15       | 祥達中心                 | 祥利街               |
| 16       | 香港中央圖書館   | 高士威道             | 16       | 柴灣工廠邨               | 祥利街               |
| 17       | 怡和街           | 怡和街               | 17       | 金源洋樓                 | 柴灣道               |
| 18       | 北海中心         | 軒尼詩道             | 18       | 漁灣邨                   | 柴灣道               |
| 19       | 軒尼詩道官立小學 | 軒尼詩道             | 19       | 翠灣邨                   | 永泰道               |
| 20       | 會展站           | 會展站公共運輸交匯處 | 20       | 香港專業教育學院柴灣分校 | 順泰道               |
|          |                  |                      | 21       | 杏花邨                   | 杏花邨公共運輸交匯處 |

## 使用狀況
8號線曾經是柴灣地區往來銅鑼灣及灣仔的主要路線，在1990年代初期，政府發展小西灣新社區後，本線更是由朝到晚皆人頭湧湧，並需要以11米及12米的丹尼士禿鷹取代原先的利蘭勝利二型及丹尼士喝采巴士。可是中巴的服務不穩定及脫班問題嚴重，城巴因而獲准開辦8X與中巴競爭，由於城巴8X取道東區走廊避開筲箕灣至鰂魚涌的多個交通燈位，車程明顯較快，而且城巴當時派出全新的丹尼士巨龍空調巴士行走8X線，搶走中巴8號線的大量乘客。1998年9月新巴接辦中巴的88條巴士路線後，新巴為了與城巴8X及780競爭，又開辦連北角也不經的8P特快路線，更於10月改為每天服務，自此車程經常達到90分鐘的8號線客量就一蹶不振，行經區域與多條巴士線重疊，路線缺乏競爭力，但又不能取消，處境甚為尷尬。2006年起，該線從小西灣改為自杏花邨出發，以填補新巴84線取消後杏花邨巴士服務的空白，而筲箕灣至炮台山一段則取道東區走廊，成為新一條來往柴灣及銅鑼灣的特快巴士路線。現在8號線的班次密度遠不如8P，但能夠填補8P的服務空隙，雖然客量較少，但能夠為柴灣道長命斜及杏花邨的居民提供特快來往銅鑼灣及灣仔的巴士服務。
由於780線取道更為直接的告士打道直達灣仔北一帶，所以較少乘客會選乘此路線前往該區。

## 參看
- 城巴8P線
- 城巴8X線
- 城巴81線
- 城巴82線
- 城巴85線

## 外部連結
- 城巴官方路線資料 （页面存档备份，存于）
- 新巴8號線路線圖 （页面存档备份，存于）
- 新巴8號線詳細時間表 （页面存档备份，存于）